# Mitrasacme commutata
Mitrasacme commutata är en tvåhjärtbladig växtart som beskrevs av Leenh.. Mitrasacme commutata ingår i släktet Mitrasacme och familjen Loganiaceae. Inga underarter finns listade i Catalogue of Life.